# Neslette
Neslette település Franciaországban, Somme megyében. Lakosainak száma 89 fő (2022. január 1.). Neslette Blangy-sur-Bresle, Bouillancourt-en-Séry, Bouttencourt, Nesle-l’Hôpital és Rambures községekkel határos.

## Népesség
A település népességének változása:
| Lakosok száma | 91   | 85   | 83   | 81   | 82   | 82   | 83   | 83   | 89   |
|               | 2013 | 2015 | 2016 | 2017 | 2018 | 2019 | 2020 | 2021 | 2022 |